# فراموش نشدنی (فیلم ۲۰۱۷)
فراموش نشدنی (به انگلیسی: Unforgettable) یک فیلم درام آمریکایی محصول سال ۲۰۱۷ به کارگردانی دنیس دی نووی (در اولین کارگردانی او) و نویسندگی کریستینا هادسون است. در این فیلم  رزاریو داوسون، کاترین هیگل، جف استالتس، شریل لاد، سارا برنز، ویتنی کامینگز، رابرت ویزدم و جیسون بلر بازی می‌کنند فیلم داستان یک زن طلاق‌گرفته‌ای را دنبال می‌کنند که شروع به عذاب‌کشی نامزد جدید شوهر سابقش می‌کند.
فیلمبرداری اصلی در ۱۷ آگوست ۲۰۱۵ در لس آنجلس آغاز شد. این فیلم در ۲۱ آوریل ۲۰۱۷ توسط کمپانی برادران وارنر پیکچرز منتشر شد. این فیلم که اکثراً نقدهای منفی دریافت کرد، در مقابل بودجه ۱۲ تا ۲۱ میلیون دلاری خود، ۱۷ میلیون دلار در سراسر جهان فروخت.

## داستان
تسا و دیوید که به پایان زندگی مشترک خود رسیده اند و این ضربه بزرگی به هر دو آنا بوده است. با این حال دیوید با زنی به نام جولیا آشنا شده و همین مورد بس است تا حسادت تسا شعله ور شود و این حتی می‌تواند دامن زندگی جدید دیوید را نیز در بر بگیرد…